# Matengo (langue)
Pour les articles homonymes, voir Matengo.
Cette page contient des caractères spéciaux ou non latins. S’ils s’affichent mal (▯, ?, etc.), consultez la page d’aide Unicode.
Le matengo est une langue bantoue parlée en Tanzanie.